# Rose Laurens
Rose Laurens, pseudonimo di Rose Podwojny (Parigi, 4 marzo 1951 – Parigi, 29 aprile 2018), è stata una cantautrice francese.

## Biografia
Di origine polacca, ha esordito nel 1972 come membro del gruppo rock progressivo Sandrose. Ha fatto il suo esordio solista incidendo con il nome Rose Merryl tre singoli scritti dall'allora fidanzato e futuro marito Jean-Pierre Goussaud. Nel 1979 ha adottato il nome d'arte Rose Laurens, e dopo aver registrato un brano della colonna sonora del film di Roger Coggio L'America è ancora lontana nel 1980 è stata scritturata da Robert Hossein per il ruolo di Fantine nel musical Les Misérables, che le ha regalato la prima popolarità.
Nel 1982 ottiene un successo dirompente con il singolo Africa, che vende oltre un milione di copie in Francia e diviene una hit in tutto il mondo. Il successo prosegue negli anni successivi, con le hit  Mamy Yoko, Vivre, Danse moi, Quand tu pars e La Nuit, fino a quando il cancro diagnosticato al marito non porta la Laurens ad allontanarsi dalla musica per assisterlo. Fa un breve ritorno nel 1990 con l'album J'te Prêterai Jamais, che include gli ultimi lavori di Goussaud prima della sua morte l'anno successivo nonché brani firmati da Jean-Jacques Goldman e Francis Cabrel.
Torna a incidere con l'album Envie, uscito nel 1996, che segna il suo debutto come compositrice.  Negli anni successivi torna al musical e prende parte ad alcune turneè della RFM (Radio FM) Party 80. Il suo ultimo lavoro è l'album A.D.N, interamente composto da lei in collaborazione con l'attore Pierre Palmade. Muore a 65 anni dopo una lunga battaglia contro il cancro.

## Discografia

### Album
Con i Sandrose
- 1972 :  Sandrose

Solista
- 1982 : Déraisonnable
- 1983 : Vivre
- 1984 : Africa – Voodoo Master
- 1986 : Écris ta vie sur moi
- 1990 : J'te prêterai jamais
- 1995 : Envie
- 2015 : A.D.N

Partecipazioni
- 1980 : Les Misérables
- 2001 : L'ombre d'un géant

### Raccolte
- 1986 : Rose Laurens – Compilation
- 1991 : 17 Grands Succès de Rose Laurens
- 1996 : The Very Best of Rose Laurens

### Singoli
- 1976 : In Space (come Rose Merryl)
- 1977 : L'Après amour (come Rose Merryl)
- 1978 : Je suis à toi (come Rose Merryl)
- 1979 : Survivre (#45 in Francia)
- 1979 : À deux
- 1980 : J'vous aime les oiseaux
- 1980 : L'Air de la misère
- 1981 : Pas facile
- 1982 : Africa (#1 in Francia, #1 in Austria, #2 in Svizzera, #2 in Norvegia, #3 in Germania Ovest)
- 1983 : Mamy Yoko (#10 in Francia, #37 in Germania Ovest)
- 1983 : Vivre (#18 in Francia)
- 1984 : Danse moi (#66 in Francia)
- 1984 : Night Sky (#12 in Svezia)
- 1985 : Cheyenne (#75 in Francia)
- 1985 : Quand tu pars (#41 in Francia)
- 1986 : American Love
- 1986 : La Nuit (#53 in Francia)
- 1987 : Où vont tous ceux qu'on aime ?
- 1989 : Africa – Mégamix 89
- 1990 : J'te prêterai jamais (#96 in Francia)
- 1991 : Il a les yeux d'un ange
- 1994 : Africa – Remix 94
- 1995 : Nous c'est fou
- 2001 : Pour aimer plus fort (#40 in Francia)
- 2015 : Si j'pars sur une île